# デイ・オブ・ザ・デッド2
『デイ・オブ・ザ・デッド2』 (Day of the Dead 2: Contagium) は、2005年にアメリカ合衆国で製作されたオリジナルビデオ。「Contagium」とは「伝染」「感染」の意。

## 概要
1985年公開、ジョージ・A・ロメロ監督の『死霊のえじき』 (Day of the Dead) の続編であるとされているが、物語につながりがないうえにロメロも一切関わっておらず、正式な続編ではない。また、ホラー要素は冒頭と終盤だけで、精神病院での人間ドラマが本編の大部分を占めている。
撮影はカリフォルニア州のロサンゼルスで行われた。
ドイツでは残虐シーンを大幅にカットして93分に短縮したバージョンが、18禁指定で発売されている。
2008年に『死霊のえじき』のフルリメイク版『デイ・オブ・ザ・デッド』が公開されているが、本作とは無関係。

## 物語
1968年、レイブンサイド軍事基地にて人間の遺伝子を組み替えてしまうウイルスが発生する。感染者を収容していた病院は人を食らうリビング・デッドで溢れかえり、手に負えなくなった軍部によって施設は完全に破壊された。その後、再び病院となったレイブンサイドである日、外出を許された数人の精神病患者たちが錆び付いた水筒を発見する。夢想病を患うアイザックは、絶対にその水筒を開けてはならないと主張する。

## キャスト
- エマ：ローリー・バラニャイ
- ボリス：スタン・クリメッコ
- ジャッキー：ジョン・フリーダム・ヘンリー
- アイザック：ジャスティン・アイポック
- サム：ジュリアン・トーマス
- パティ：エイプリル・ウェイド

## スタッフ
- 監督：ジェームズ・デューデルソン、アナ・クラヴェル
- 脚本：アナ・クラヴェル
- 製作：ジェームズ・グレン・デューデルソン（ジェームズ・デューデルソンと同一人物）
- 製作総指揮：ローバート・フランクリン・デューデルソン
- 音楽：クリス・アンダーソン
- 撮影：ジェームズ・M・ルゴイ
- 編集：アナ・クラヴェル
- 美術：スザンヌ・ラティガン
- 衣装：リサ・ノルチア
- 特殊メイク：グレッグ・マクドゥーガル
- 視覚効果監修：ジェフリー・マーク

## 各国のレイティング
- アメリカ：未審査
- 日本：未審査
- イギリス：18
- ドイツ：18
- フランス：-16
- オーストラリア：MA（15+）
- フィンランド：K-18